# Ташлик (притока Аліяги)
Ташли́к — річка в Україні, в межах Болградського району Одеської області. Ліва притока Аліяги (басейн Дунаю).

## Опис
Довжина річки 23 км. Долина широка, неглибока. Річище помірно звивисте, влітку в багатьох місцях пересихає. Споруджено кілька ставків. 

## Розташування
Ташлик бере початок на південний захід від міста Арциза. Тече переважно на південний захід і (частково) на південь. Впадає до Аліяги на південний захід від села Селіогло. 
Річка протікає через села: Прямобалка, Кам'янське і Селіогло. 

## Про назву річки
Назва походить від тюркського слова «камінь». Дослівно: «Кам'яний».